# Terská sámština
Terská sámština (saa'mekiill) je východosámský jazyk z ugrofinské větve uralské jazykové rodiny. Mluví se jí v Rusku na poloostrově Kola a odhaduje je, že ze 100 etnických Terských Sámů hovoří terskou sámštinou pouze dva lidé. Zbytek Terských Sámů dnes ke komunikaci používá ruštinu. UNESCO ji v Atlase světových jazyků v ohrožení hodnotí jako kriticky ohrožený jazyk a Ethnologue ji zařadilo mezi téměř vymřelé jazyky.
Používání terské sámštiny bylo v 30. letech 19. století zakázáno jak v domácím, tak i ve školním prostředí. Oficiálně nemá svoji psanou podobu a nikdy nebyla kompletně prozkoumána.

## Příklady

### Číslovky
| Terská sámština | Česky |
| акт             | jeden |
| кыкт            | dva   |
| колм            | tři   |
| ниэлье          | čtyři |
| выдт            | pět   |
| кудт            | šest  |
| кыджем          | sedm  |
| кахцэ           | osm   |
| ахцэ            | devět |
| логке           | deset |